# Associazione Fascista Calcio Catania 1938-1939
Questa voce raccoglie le informazioni riguardanti l'Associazione Fascista Calcio Catania nelle competizioni ufficiali della stagione 1938-1939.

## Stagione
In questa stagione il Catania si rinforza con gli arrivi di Rodolfo Brondi in mediana, con il romano Renato Antolini ed Ermenegildo Alfonsi alle ali, con i terzini Giulio Spanghero e Gino D'Ottavi.
Viene confermato come tecnico Giovanni Degni. 
Gli etnei hanno disputato il girone H a 12 squadre di Serie C, vincendolo con 36 punti in classifica, nettamente staccate Siracusa con 28 punti e Messina con 27. Dopo quaranta giorni di attesa parte il girone finale a quattro, lo vince il Catania con 7 punti, ed è promosso in Serie B insieme al Molinella. I tifosi inneggiano ai loro campioni che hanno riconquistato la Serie B.

## Rosa
| N. |                   | Ruolo | Calciatore          |
| -- | ----------------- | ----- | ------------------- |
|    | Italia (bandiera) | A     | Ermenegildo Alfonsi |
|    | Italia (bandiera) | A     | Remo Amadesi        |
|    | Italia (bandiera) | C     | Renato Antolini     |
|    | Italia (bandiera) | A     | Enzo Bellini        |
|    | Italia (bandiera) | C     | Renzo Bettini       |
|    | Italia (bandiera) | D     | Rodolfo Brondi      |
|    | Italia (bandiera) | C     | Mario De Bartoli    |
|    | Italia (bandiera) | C     | Carmelo Di Bella    |
|    | Italia (bandiera) | D     | Gino D'Ottavi       |
|    | Italia (bandiera) | C     | Giuseppe Fardella   |

| N. |                   | Ruolo | Calciatore         |
| -- | ----------------- | ----- | ------------------ |
|    | Italia (bandiera) | P     | Guerrino Ferrarese |
|    | Italia (bandiera) | C     | Giovanni Messina   |
|    | Italia (bandiera) | A     | Gaetano Pinto      |
|    | Italia (bandiera) | A     | Carlo Ravizzoli    |
|    | Italia (bandiera) | P     | Mario Sernagiotto  |
|    | Italia (bandiera) | D     | Giordano Sinibaldi |
|    | Italia (bandiera) | D     | Giulio Spanghero   |
|    | Italia (bandiera) | A     | Walter Sternieri   |
|    | Italia (bandiera) | C     | Nello Tedeschini   |

## Risultati

### Serie C

#### Girone di andata
| Arbitro: | Colonna (Bari) |

|            |           |              |
| Chiara 12’ | Marcatori | 78’ Antolini |

| Arbitro: | Di Nanni (Napoli) |

|                            |           |                      |
| Ravizzoli 36’ Antolini 70’ | Marcatori | 73’ (rig.) Niccolini |

| Arbitro: | Scotti (Taranto) |

|          |           |                           |
| Calò 44’ | Marcatori | 27’ Sternieri 63’ Bellini |

| Catania 9 ottobre 1938 4ª giornata | Catania         | 0 – 0 | Pro Italia | Stadio Cibali\| Arbitro: \| Dotto (Palermo) \| |
| Arbitro:                           | Dotto (Palermo) |       |            |                                                |

| Arbitro: | Albanese (Taranto) |

|           |           |  |
| Volpe 50’ | Marcatori |  |

| Arbitro: | Nocentini (Prato) |

|                           |           |  |
| Bellini 67’ Ravizzoli 74’ | Marcatori |  |

| Arbitro: | Rizzo (Messina) |

|  |           |                                |
|  | Marcatori | 17’, 41’ Bellini 59’ Ravizzoli |

| Arbitro: | Garcea (Catanzaro) |

|                                    |           |                         |
| Pinto 1’ Bellini 5’ Tedeschini 15’ | Marcatori | 2’ Vittor 84’ Cavalieri |

| Arbitro: | Laterza (Napoli) |

|               |           |        |
| Ravizzoli 25’ | Marcatori | 60’ Gè |

| Arbitro: | Senesi (Roma) |

|  |           |             |
|  | Marcatori | 3’ Antolini |

| Arbitro: | Siino (Palermo) |

|                                                             |           |  |
| Pinto 34’ Antolini 37’, 54’ Bellini 40’, 54’ Tedeschini 50’ | Marcatori |  |

#### Girone di ritorno
| Arbitro: | Montuori (Torre Annunziata) |

|                                          |           |                           |
| Amadesi 15’ Tedeschini 65’ Ravizzoli 71’ | Marcatori | 24’ Pollini 23’ Mantovani |

| Arbitro: | Albanese (Taranto) |

|              |           |                 |
| Leonetti 37’ | Marcatori | 5’, 60’ Amadesi |

| Arbitro: | Siino (Palermo) |

|                   |           |  |
| Antolini 21’, 39’ | Marcatori |  |

| Arbitro: | Biancone (Roma) |

|             |           |  |
| Carenza 17’ | Marcatori |  |

| Arbitro: | Dotto (Palermo) |

|                                        |           |  |
| Tedeschini 68’ Amadesi 85’ Bellini 89’ | Marcatori |  |

| Arbitro: | Mazza (Torre del Greco) |

|  |           |                                        |
|  | Marcatori | 28’ Ravizzoli 39’ Bellini 80’ Antolini |

| Arbitro: | Montuori (Torre Annunziata) |

|                           |           |  |
| Amadesi 30’ Ravizzoli 75’ | Marcatori |  |

| Arbitro: | Siniscalco (Napoli) |

|                          |           |                      |
| Buttazzi 64’ Asquini 74’ | Marcatori | 50’ (rig.) Sinibaldi |

| Messina 12 marzo 1939 20ª giornata | Messina           | 0 – 0 | Catania | Stadio Gazzi\| Arbitro: \| Di Nanni (Napoli) \| |
| Arbitro:                           | Di Nanni (Napoli) |       |         |                                                 |

| Arbitro: | Dotto (Palermo) |

|             |           |  |
| Bellini 34’ | Marcatori |  |

| Arbitro: | Scotti (Taranto) |

|  |           |                                                       |
|  | Marcatori | 28’ Tedeschini 62’ Amadesi 64’ Di Bella 85’ Ravizzoli |

#### Girone di finale
| Arbitro: | Gamba (Napoli) |

|                           |           |  |
| Ravizzoli 40’ Bellini 89’ | Marcatori |  |

| Catania 21 maggio 1939 2ª giornata | Catania            | 0 – 0 | MATER | Stadio Cibali\| Arbitro: \| Albanese (Taranto) \| |
| Arbitro:                           | Albanese (Taranto) |       |       |                                                   |

| Arbitro: | Magrini (Perugia) |

|                                            |           |             |
| Spanazzi 20’ (rig.) Cavalazzi 67’ Masi 84’ | Marcatori | 30’ Amadesi |

| Arbitro: | Ferrari (Vicenza) |

|               |           |  |
| Mazzoleni 40’ | Marcatori |  |

| Arbitro: | Gamba (Napoli) |

|               |           |                                |
| Trombetta 55’ | Marcatori | 69’ Pinto 80’ (rig.) Sinibaldi |

| Arbitro: | Mazza (Torre del Greco) |

|                                                 |           |                                    |
| Amadesi 38’ Pinto 61’ Ravizzoli 67’ Bellini 79’ | Marcatori | 20’ (aut.) Bettini II 66’ Rambaldi |

## Statistiche

### Statistiche di squadra
| Competizione       | Punti | In casa | In casa | In casa | In casa | In casa | In casa | In trasferta | In trasferta | In trasferta | In trasferta | In trasferta | In trasferta | Totale | Totale | Totale | Totale | Totale | Totale | DR  |
| Competizione       | Punti | G       | V       | N       | P       | Gf      | Gs      | G            | V            | N            | P            | Gf           | Gs           | G      | V      | N      | P      | Gf     | Gs     | DR  |
| ------------------ | ----- | ------- | ------- | ------- | ------- | ------- | ------- | ------------ | ------------ | ------------ | ------------ | ------------ | ------------ | ------ | ------ | ------ | ------ | ------ | ------ | --- |
| Serie C - girone C | ..    | .       | .       | .       | .       | ..      | ..      | .            | .            | .            | .            | ..           | .            | ..     | ..     | .      | .      | ..     | ..     | +.. |
| Coppa Italia       |       | .       | .       | .       | .       | ..      | ..      | .            | .            | .            | .            | ..           | .            | ..     | ..     | .      | .      | ..     | ..     | +.. |
| Totali             |       | .       | .       | .       | .       | ..      | ..      | .            | .            | .            | .            | ..           | .            | ..     | ..     | .      | .      | ..     | ..     | +.. |

### Statistiche dei giocatori
| Giocatore | Serie C  | Serie C | Coppa Italia | Coppa Italia | Totale   | Totale |
| Giocatore | Presenze | Reti    | Presenze     | Reti         | Presenze | Reti   |
| --------- | -------- | ------- | ------------ | ------------ | -------- | ------ |
| . Cognome | 0        | 0       | 0            | 0            | 0        | 0      |
| . Cognome | 0        | 0       | 0            | 0            | 0        | 0      |
| . Cognome | 0        | 0       | 0            | 0            | 0        | 0      |